# Jan de Beijer
 (juin 2023).
Si vous disposez d'ouvrages ou d'articles de référence ou si vous connaissez des sites web de qualité traitant du thème abordé ici, merci de compléter l'article en donnant les références utiles à sa vérifiabilité et en les liant à la section « Notes et références ».
Jan de Beijer (24 septembre 1703 - 15 février 1780), également appelé Jan de Beyer, est un dessinateur, graveur et peintre néerlandais connu pour ses dessins de villes et de bâtiments dans les régions historiques des actuels Pays-Bas, Belgique et Allemagne. Au total, il a produit quelque 1 500 dessins, dont plus de 600 ont été reproduits sous forme de gravures par d'autres artistes.

## Biographie
Jan de Beijer est né le 24 septembre 1703 à Aarau (actuelle Suisse) de Johan Jacob de Beijer (1654–1719) et de sa femme Maria Barbara Huisch. Son père est un officier néerlandais installé en Suisse pour engager des mercenaires pour l'armée de la République néerlandaise des Sept-Provinces Unies. À l'âge de six ans, il s'installe avec ses parents à Emmerich à la frontière germano-néerlandaise.
Vers 1722, il s'installe à Amsterdam pour étudier avec Cornelis Pronk (1691-1759), considéré comme le dessinateur topographique le plus important de son temps. De Beijer a vécu quelques années à Vierlingsbeek, près de Boxmeer où il a effectué des voyages pour faire des dessins dans le Limbourg, la Gueldre, le Brabant oriental et la région du Bas-Rhin d'Emmerich et Clèves à Uerdingen. Quelque temps après 1750, il retourna à Amsterdam, où il reçut l'instruction de Jan Maurits Quinkhard qui, comme Pronk, avait été l'élève d'Arnold Boonen. À Amsterdam, il fonde une société de dessinateurs. Une grande partie de son travail de cette période se trouve dans l'Atlas de Fouquet, une collection de 102 estampes d'Amsterdam, publiée par Pierre Fouquet (ou Pieter de Fouquet, 1729-1800).
Nombre de ses œuvres sont incluses comme illustrations dans des livres tels que Het Verheerlykt Nederland, une édition en 9 volumes de 1745 à 1774. Ses dessins sont également fréquemment achetés par des particuliers.
Il est actif en tant qu'artiste jusqu'en 1769, puis se retire dans une petite ville près de Clèves à la frontière germano-néerlandaise, où il meurt. Selon certaines sources, bien que son lieu de décès soit inconnu, il est mort le 15 février 1780 à Emmerich, mais Doesburg est une ville également mentionnée.

## Œuvre
Jan de Beijer avait l'habitude de voyager à travers les Pays-Bas en été pour dessiner des vues de villes et villages ainsi que de châteaux et d'autres bâtiments. En hiver, il se retirait chez lui pour produire des dessins en couleur basés sur ses croquis sur le terrain, et aussi réaliser des dessins qui pourraient être utilisés par d'autres artistes pour produire des gravures.
Des dessins de Jan de Beijer et des gravures basées sur son travail sont conservés dans de nombreux musées, archives et collections privées. À Amsterdam, le Musée historique juif (ou Joods Historisch Museum) présente un dessin de 1765 de la Grande Synagogue (ou Grote Synagoge) et de la Nouvelle Synagogue (ou Nieuwe Synagoge), deux des synagogues qui constituent le complexe qui abrite aujourd'hui le musée. En outre, le musée d'Amsterdam (ou Amsterdams Historisch Museum) possède un dessin de sa main représentant la tour Haringpakkerstoren aujourd'hui démolie.
En 1999, le Musée Historique d'Arnhem (ou Gemeentemuseum) à Arnhem a consacré une exposition sur l’œuvre de Jan de Beijer.

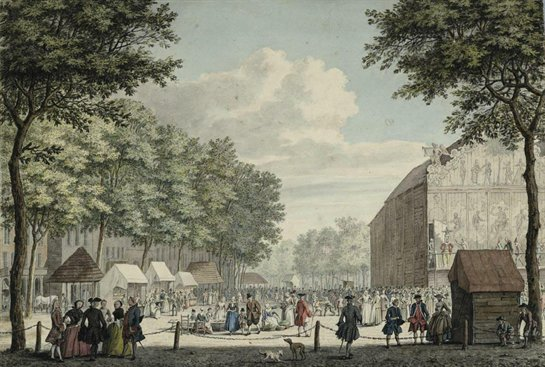
Le Vredenburg à Utrecht, 1760
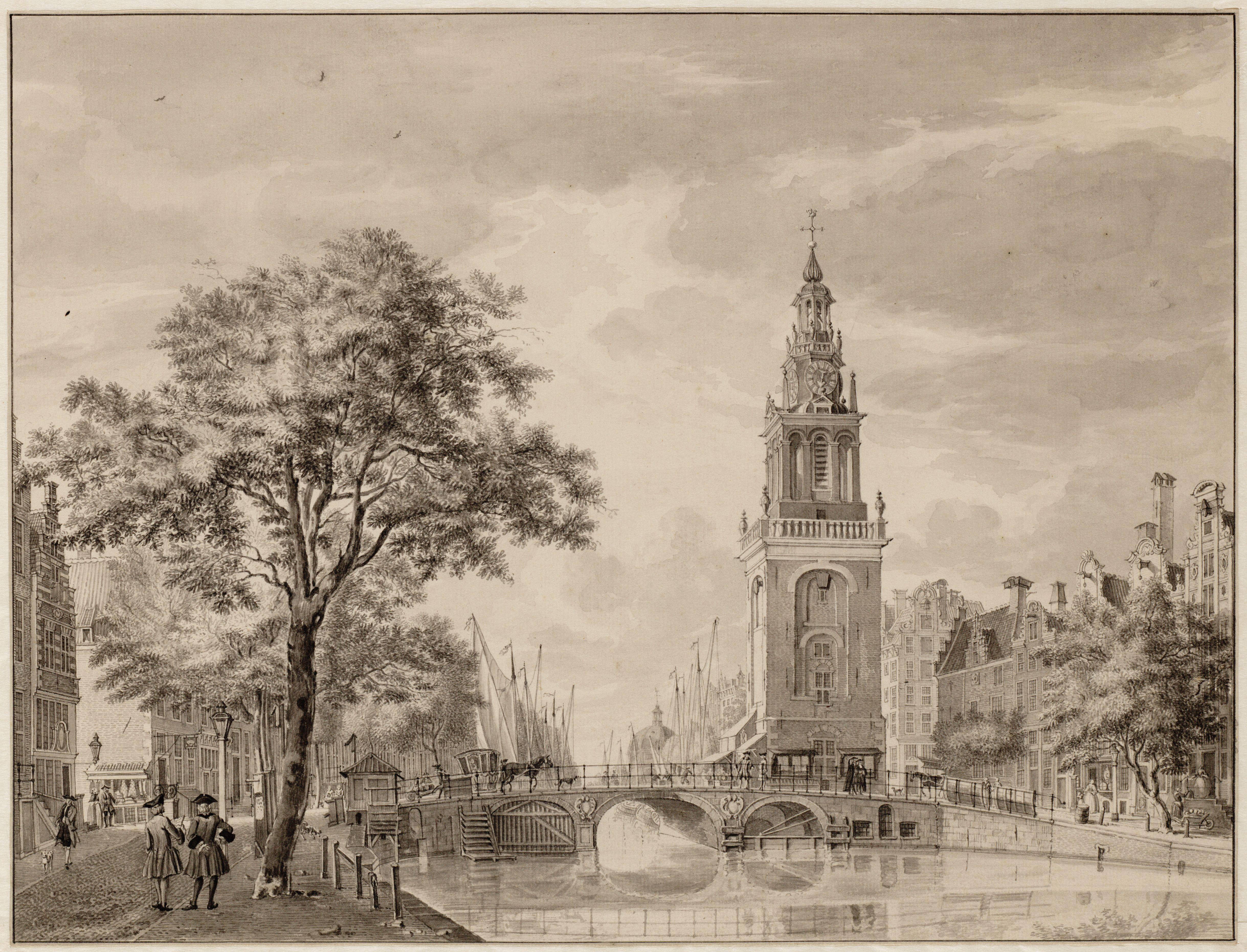
La Tour de l'Écluse et la Tour de la porte de Jan Roden à Amsterdam, 1760-1767
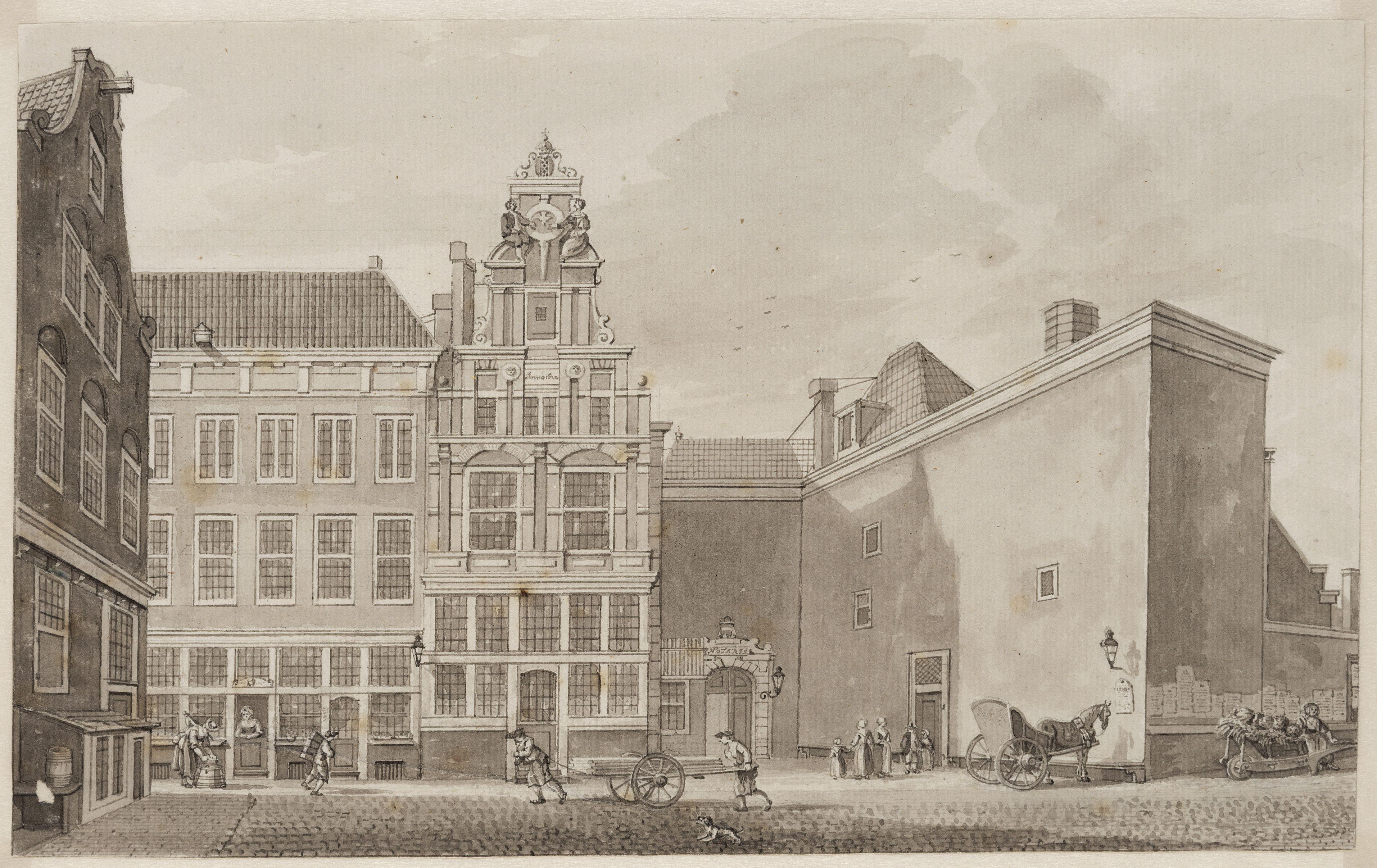
Le Burgerweeshuis à Amsterdam, 1770.
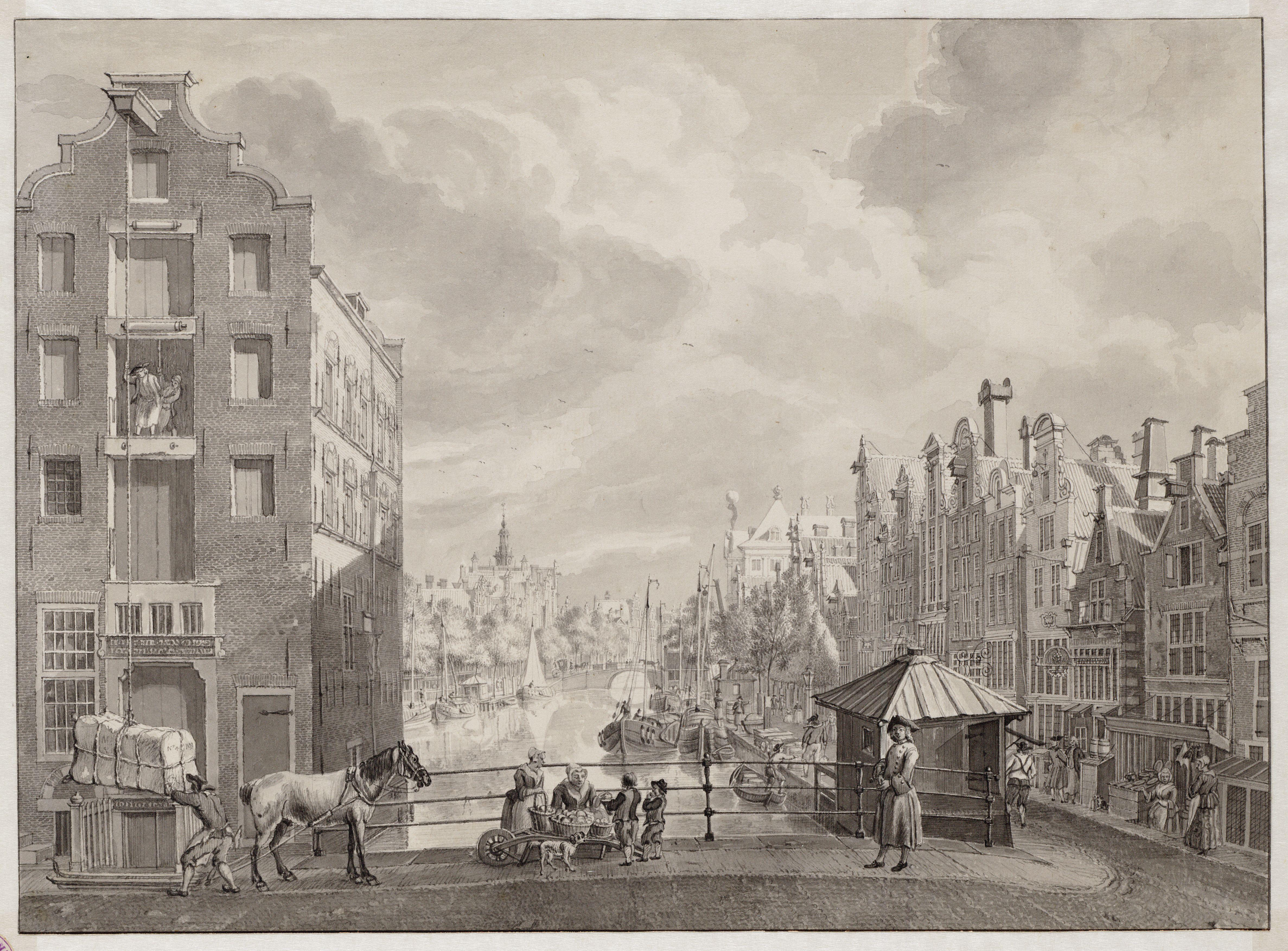
Nouveau quartier d’au-delà de l'enceinte à Amsterdam, 1775.

## Conservation
Les œuvres de Jan de Beijer sont conservées, entre autres, dans les institutions suivantes :
- Le Cabinet Royal de peinture (ou Rijksprentenkabinet) à Amsterdam.
- Les archives municipales (ou Stadsarchief) d'Amsterdam.
- Le Museum B.C. Koekkoek-Haus à Clèves
- Le Rheinmuseum à Emmerich
- Le château de Windsor près de Londres : la série de vues d'Emmerich à Xanten
- L'Institut municipal d'art (ou Städelsches Kunstinstitut) à Francfort-sur-le-Main
- Musée communal (ou Gemeentemuseum) à Arnhem
- Musée municipal (ou Stedelijk Museum) à Zwolle